# 김사란
김사란(金思蘭, ?~?)은 신라의 왕족이다.

## 생애
당나라에서 태복원외경(太僕員外卿)을 지나다가 732년에 발해의 장문휴가 당나라의 등주(登州)를 공격하게 되자, 당 현종이 그를 귀국시켜 신라왕에게 개부의동삼사 영해군사(開府儀同三司寧海軍使)의 벼슬을 내린 뒤 발해 격퇴에 도움을 청했다. 신라는 군사를 지원했으나, 큰 눈이 내려 군사의 절반 이상을 상실한 채 퇴각했다.